# Корязин, Дисан Николаевич
Дисан Николаевич Корязин (1922—1941) — сержант Рабоче-Крестьянской Красной Армии, участник Великой Отечественной войны, Герой Советского Союза (1942).

## Биография
Дисан Корязин родился 20 февраля 1922 года в деревне Кропачиха (ныне — Шарьинский район Костромской области).
После окончания средней школы работал монтёром связи. В 1940 году Корязин был призван на службу в Рабоче-Крестьянскую Красную Армию. В 1941 году он окончил Энгельсскую военную авиационную школу пилотов.
С 21 сентября 1941 года — на фронтах Великой Отечественной войны, успел совершить 10 боевых вылетов на штурмовку скоплений боевой техники и живой силы противника. 28 сентября 1941 года самолёт лётчика 242-го бомбардировочного авиаполка 5-й резервной авиагруппы Южного фронта сержанта Дисана Корязина был подбит к северу от города Новомосковска Днепропетровской области Украинской ССР. Лётчик направил горящую машину на немецкую танковую колонну и погиб при взрыве.
Указом Президиума Верховного Совета СССР «О присвоении звания Героя Советского Союза начальствующему составу Военно-воздушных сил Красной Армии» от 6 июня 1942 года за «образцовое выполнение боевых заданий командования на фронте борьбы с немецкими захватчиками и проявленные при этом отвагу и геройство» удостоен посмертно высокого звания Героя Советского Союза. Также посмертно был награждён орденом Ленина.

## Память
- Мемориальная доска в память о Корязине установлена Российским военно-историческим обществом на здании Поляшовской средней школы Шарьинского района, где он учился.